# Acharei Mot
Acharei Mot, Aharei Mos, o Ahare Moth o Acharei (ebraico: אַחֲרֵי אַחֲרֵי מוֹת o אַחֲרֵי – tradotto in italiano: “dopo” o “dopo la morte”, 5ª parola, o 5ª e 6ª, e incipit di questa parashah) 29ª porzione settimanale della Torah (ebr. פָּרָשָׁה – parashah o anche parsha/parscià) nel ciclo annuale ebraico di letture bibliche dal Pentateuco, sesta nel Libro del Levitico. Rappresenta il passo 16:1-18:30 di Levitico, che gli ebrei leggono generalmente in aprile o ai primi di maggio.
Il calendario ebraico lunisolare contiene fino a 55 settimane, col numero esatto che varia tra 50 settimane negli anni comuni e 54-55 negli anni bisestili. In questi ultimi (per es. il 2014 e 2016), la Parshah Acharei viene letta separatamente nel 29º Shabbat dopo Simchat Torah. Negli anni comuni invece (per es. 2012, 2013, 2015, 2017 e 2018), la Parshah Acharei è combinata con la parashah successiva, la Kedoshim, per ottenere il numero di letture settimanali necessarie.

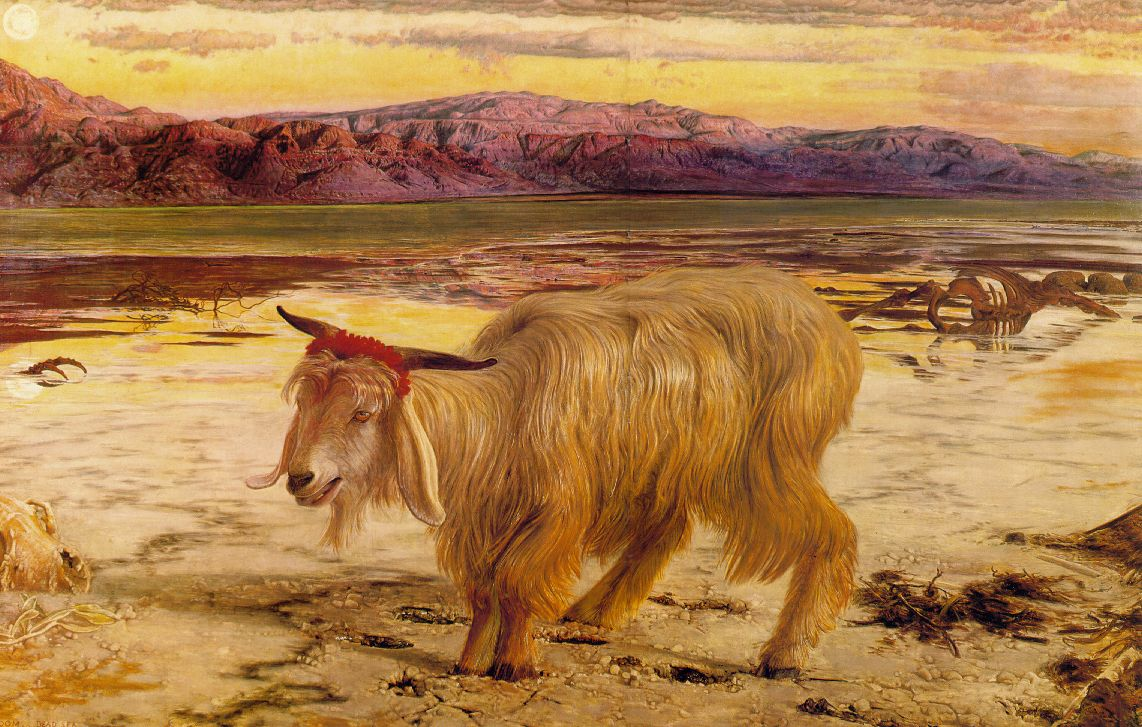
Il Capro espiatorio (dipinto di William Holman Hunt, 1854)

Gli ebrei tradizionali leggono anche parte della parashah come lettura biblica per lo Yom Kippur. Levitico 16, che espone il rituale di Yom Kippur, è la tradizionale lettura della Torah per il servizio mattutino (Shacharit) di Yom Kippur, e Levitico 18 è la tradizionale lettura della Torah per il servizio di preghiera pomeridiano (Minchah) di Yom Kippur. Alcune congregazioni conservatrici usano le letture da Levitico 19 al posto delle tradizionali letture di Levitico 18 nel servizio Minchah del pomeriggio di Yom Kippur. Inoltre, nei libri di preghiera standard (Machzor) dell'Ebraismo riformato, per gli Yamim Noraim (letteralmente "Giorni terribili", più propriamente "Giorni di timore reverenziale") si leggono Deuteronomio 29:9-14 e Deuteronomio 30:11-20 nella mattina del servizio di Yom Kippur, invece del tradizionale Levitico 16.
La parashah espone la legge del rituale di Yom Kippur, le offerte centralizzate, le pratiche per il sangue e quelle sessuali.

### Testi
- Testo Masoretico e traduzione JPS 1917, su mechon-mamre.org.
- Parshah cantata, su bible.ort.org. URL consultato il 22 febbraio 2013 (archiviato dall'url originale il 7 aprile 2007).
- Parshah in ebraico, su mechon-mamre.org.

### Commentari
- Academy for Jewish Religion, California, su ajrca.org.
- Academy for Jewish Religion, New York, su ajrsem.org.
- Aish.com. URL consultato il 22 febbraio 2013 (archiviato dall'url originale l'11 aprile 2011).
- American Jewish University, su judaism.ajula.edu (archiviato dall'url originale il 18 marzo 2012).
- Anshe Emes Synagogue, Los Angeles, su anshe.org. URL consultato il 22 febbraio 2013 (archiviato dall'url originale il 1º novembre 2012).
- Bar-Ilan University, su biu.ac.il.
- Chabad.org.
- eparsha.com.
- G-dcast, su g-dcast.com. URL consultato il 22 febbraio 2013 (archiviato dall'url originale il 5 aprile 2011).
- The Israel Koschitzky Virtual Beit Midrash, su vbm-torah.org. URL consultato il 22 febbraio 2013 (archiviato dall'url originale il 14 maggio 2011).
- Jewish Theological Seminary (XML), su jtsa.edu. URL consultato il 22 febbraio 2013 (archiviato dall'url originale l'11 marzo 2013).
- MyJewishLearning.com. URL consultato il 22 febbraio 2013 (archiviato dall'url originale il 19 novembre 2008).
- Ohr Sameach, su ohr.edu.
- Orthodox Union, su ou.org.
- OzTorah, Torah from Australia, su oztorah.com.
- Oz Ve Shalom — Netivot Shalom, su netivot-shalom.org.il. URL consultato il 22 febbraio 2013 (archiviato dall'url originale il 24 giugno 2010).
- Pardes from Jerusalem, su pardes.org.il. URL consultato il 22 febbraio 2013 (archiviato dall'url originale l'11 ottobre 2008).
- Rabbi Dov Linzer, su rabbidovlinzer.blogspot.com.
- RabbiShimon.com. URL consultato il 22 febbraio 2013 (archiviato dall'url originale il 31 marzo 2012).
- Rabbi Shlomo Riskin, su ohrtorahstone.org.il. URL consultato il 22 febbraio 2013 (archiviato dall'url originale il 21 agosto 2011).
- Rabbi Shmuel Herzfeld, su rabbishmuel.com. URL consultato il 22 febbraio 2013 (archiviato dall'url originale l'11 marzo 2013).
- Reconstructionist Judaism, su www4.jrf.org. URL consultato il 22 febbraio 2013 (archiviato dall'url originale il 16 febbraio 2006).
- Sephardic Institute, su judaicseminar.org.
- Shiur.com.
- 613.org Jewish Torah Audio, su 613.org. URL consultato il 22 febbraio 2013 (archiviato dall'url originale il 22 maggio 2011).
- Tanach Study Center, su tanach.org.
- Teach613.org, Torah Education at Cherry Hill, su teach613.org.
- Torah from Dixie, su tfdixie.com. URL consultato il 22 febbraio 2013 (archiviato dall'url originale il 5 marzo 2012).
- Torah.it, su archivio-torah.it.
- Torah.org.
- Torahvort.com.
- Union for Reform Judaism, su urj.org. URL consultato il 22 febbraio 2013 (archiviato dall'url originale il 18 giugno 2009).
- United Hebrew Congregations of the Commonwealth, su chiefrabbi.org. URL consultato il 22 febbraio 2013 (archiviato dall'url originale il 10 aprile 2012).
- United Synagogue of Conservative Judaism, su uscj.org. URL consultato il 22 febbraio 2013 (archiviato dall'url originale il 14 agosto 2012).
- Yeshiva University, su yutorah.org. URL consultato il 22 febbraio 2013 (archiviato dall'url originale il 18 dicembre 2019).